# Sweet ARMS
sweet ARMS ist ein im Jahr 2012 gegründetes Gesangs-Ensemble aus Japan.

## Geschichte
sweet ARMS wurde im Jahr 2012 gegründet als eine Anime-Adaption zu Upotte!! ausgestrahlt wurde, dessen Vorspanntitel I.N.G. und Abspanntitel Calendar von dem Gesangs-Quartett gesungen wurde. Dieses besteht aus den Synchronsprecherinnen (Seiyū) Iori Nomizu, Kaori Sadohara, Misuzu Togashi und Misato, die ebenfalls eine Sprechrolle in der zehnteiligen Animeserie hatten.
sweet ARMS sangen zudem die Vorspanntitel für alle vier Staffeln der Anime-Serie Date A Live sowie für Maken-Ki und Shinmai Maō no Testament. Im Jahr 2014 veröffentlichte das Quartett ihr bisher einziges Album Trigger.

## Diskografie
- 2012: I.N.G. (Single, Nippon Columbia)
- 2013: Date A Live (Single, Nippon Columbia)
- 2014: Cherish (Single, Nippon Columbia)
- 2014: Trust in You (Single, Nippon Columbia)
- 2014: Trigger (Album, Nippon Columbia)
- 2015: Blade of Hope (Single, Nippon Columbia)
- 2015: Invisible Date (Single, Nippon Columbia)
- 2019: I Swear (Single, Nippon Columbia)
- 2022: S.O.S. (Single, Nippon Columbia)